# Кубок світу з біатлону 2016—2017 — етап 7
Сьомий етап Кубка світу з біатлону 2016—17 відбувався в корейському  Пхьончхані  з 2 по 5 березня 2017 року. До програми етапу входило 6 гонок: чоловіча та жіноча естафети, спринт  та гонка переслідування у чоловіків та жінок.

## Медалісти

### Чоловіки
| Гонка:                 | Золото:                                                          | Час                                                       | Срібло:                                                             | Час                                                       | Бронза:                                                                                    | Час                                                       |
| Спринт 10 км           | Юліан Ебергард Австрія                                           | 23:11.1 (0+0)                                             | Ловелл Бейлі США                                                    | 23:51.8 (0+0)                                             | Мартен Фуркад Франція                                                                      | 23:56.5 (1+1)                                             |
| Переслідування 12,5 км | Мартен Фуркад Франція                                            | 31:24.2 (0+0+0+0)                                         | Антон Шипулін Росія                                                 | 31:58.7 (0+0+0+0)                                         | Юліан Ебергард Австрія                                                                     | 32:00.9 (0+2+0+1)                                         |
| Естафета 4x7,5 км      | Франція Жан Ґійом Ботрікс Сімон Фуркад Сімон Детьє Мартен Фуркад | 1:12:09.5 (0+1) (0+2) (0+1) (0+0) (0+1) (0+1) (0+2) (0+2) | Австрія Лоренц Вегер Сімон Едер Юліан Ебергард Домінік Ландертінгер | 1:12:43.3 (0+0) (0+1) (0+1) (0+1) (0+2) (0+0) (0+2) (0+2) | Норвегія Ветле Шостад Крістіансен Уле-Ейнар Б'єрндален Вегард Єрмундгауг Генрік л'Абе-Лунд | 1:12:54.9 (0+0) (0+0) (0+2) (0+1) (0+0) (1+3) (0+0) (0+2) |

### Жінки
| Гонка:                                                                 | Золото:                                                                         | Час                                                       | Срібло:                                                              | Час                                           | Бронза:                                                                   | Час                                                       |
| Спринт, 7,5 км Протокол [Архівовано 7 березня 2017 у Wayback Machine.] | Лаура Дальмаєр Німеччина                                                        | 20:43.7 (0+0)                                             | Тіріл Екгофф Норвегія                                                | 20:52.1 (0+0)                                 | Анаїс Шевальє Франція                                                     | 21:25.3 (0+0)                                             |
| Переслідування 10 км                                                   | Лаура Дальмаєр Німеччина                                                        | 27:58.0 (0+0+0+0)                                         | Кайса Мякяряйнен Фінляндія                                           | 29:10.6 (0+0+2+0)                             | Анаїс Бескон Франція                                                      | 29:16.9 (1+2+1+1)                                         |
| Естафета 4x6 км                                                        | Німеччина Надін Горхлер Марен Гаммершмідт Денізе Геррманн Франциска Гільдебранд | 1:07:35.6 (0+0) (0+1) (0+1) (0+1) (0+0) (1+3) (0+1) (0+0) | Норвегія Кайя Вейєн Ніколайсен Гільде Фенне Тіріл Екгофф Марте Олсбю | 1:07:58.4 (0+1) (0+0) (0+1) (1+3) (0+2) (0+1) | Чехія Джессіка Їслова Ева Пускарчикова Луціє Харватова Габріела Коукалова | 1:07:58.5 (0+2) (0+2) (0+0) (0+0) (0+1) (1+3) (0+0) (0+1) |